# Lawe Sekerah
Lawe Sekerah is een bestuurslaag in het regentschap Aceh Tenggara van de provincie Atjeh, Indonesië. Lawe Sekerah telt 414 inwoners (volkstelling 2010).